# Bambi-Verleihung 1956
Die 8. Bambi-Verleihung fand am 18. März 1956 in der Schwarzwaldhalle in Karlsruhe statt. Die Preise beziehen sich auf das Jahr 1955.

## Die Verleihung
Auch 1956 wurden die Bambis in Karlsruhe verliehen, im Gegensatz zum Vorjahr dieses Mal aber in der Schwarzwaldhalle. Dort wurde der Andrang der Fans gegenüber 1955 weiter gesteigert. Die Beteiligung an der Abstimmung hatte mit etwa 76.000 Leserinnen und Lesern ebenfalls einen neuen Rekord erreicht. Bei den Bambi-Gewinnern für schauspielerische Leistungen gab es dagegen wenig Neues. Die nationalen Preise gingen wie schon im Vorjahr an Maria Schell und O. W. Fischer, allerdings waren die Namen der jeweils Zweiten neu: Romy Schneider und Karlheinz Böhm. In der Kategorie Schauspielerin international gewann Ulla Jacobsson. Sie war aber verhindert; stellvertretend nahm Karlheinz Böhm den Bambi entgegen. Jean Marais gewann erneut in der Kategorie Schauspieler international. Damit wurde er der erste Gewinner dieser Kategorie, der den Bambi bei der Verleihungsgala in Empfang nahm.

## Preisträger
Aufbauend auf die Bambidatenbank.

### ?
Marianne Koch

### Film international (künstlerisch)
Marty

### Film international (wirtschaftlich)
Der Förster vom Silberwald

### Film national (künstlerisch)
Himmel ohne Sterne

### Film national (wirtschaftlich)
Canaris und Ludwig II.

### Schauspieler International
Jean Marais

### Schauspielerin International
Ulla Jacobsson

### Schauspieler National
O. W. Fischer

### Schauspielerin National
Maria Schell